# Yanartaş
 (juillet 2011).
Si vous disposez d'ouvrages ou d'articles de référence ou si vous connaissez des sites web de qualité traitant du thème abordé ici, merci de compléter l'article en donnant les références utiles à sa vérifiabilité et en les liant à la section « Notes et références ».

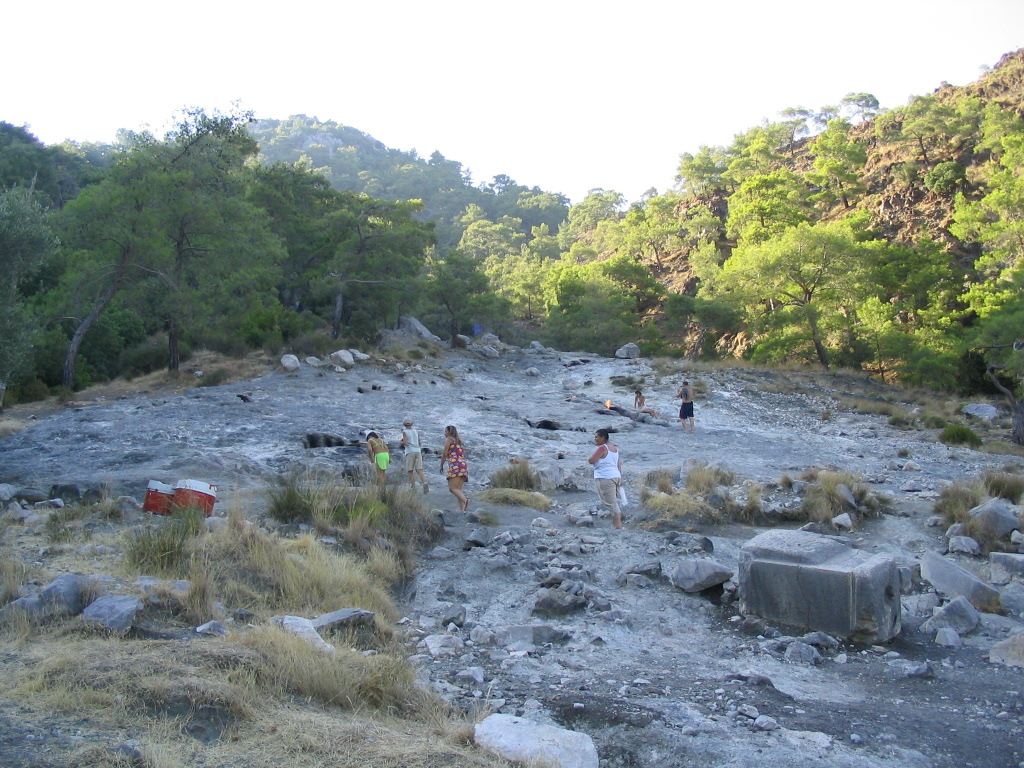
Vue générale du site de Yanartaş.

Yanartaş est le nom d'un site du sud-ouest de la Turquie considéré comme l'antique mont Chimère. Il est caractérisé par un feu éternel causé par des émissions naturelles de méthane et de dihydrogène.

## Localisation
Le site de Yanartaş est situé près d'Olympos, dans la province d'Antalya, à une distance d'environ 80 km au sud-ouest de la ville d'Antalya. Signifiant roche enflammée en turc, le site consiste en de petites ouvertures dans le sol, sur un versant dominant un temple dédié à Héphaïstos (dieu du feu, des forges et des volcans), à environ 3 km au nord du village de Çıralı, à proximité de la ville antique d'Olympos, en Lycie. Le site est localisé sur le tracé du chemin de grande randonnée entre Fethiye et Antalya (voie lycienne).

## Utilisation
L'émission de gaz a été active depuis au moins 2 500 ans.
Dès l'antiquité, les marins pouvaient utiliser le site pour naviguer, tel un phare naturel. De nos jours, les feux sont plus souvent utilisés pour préparer du thé.

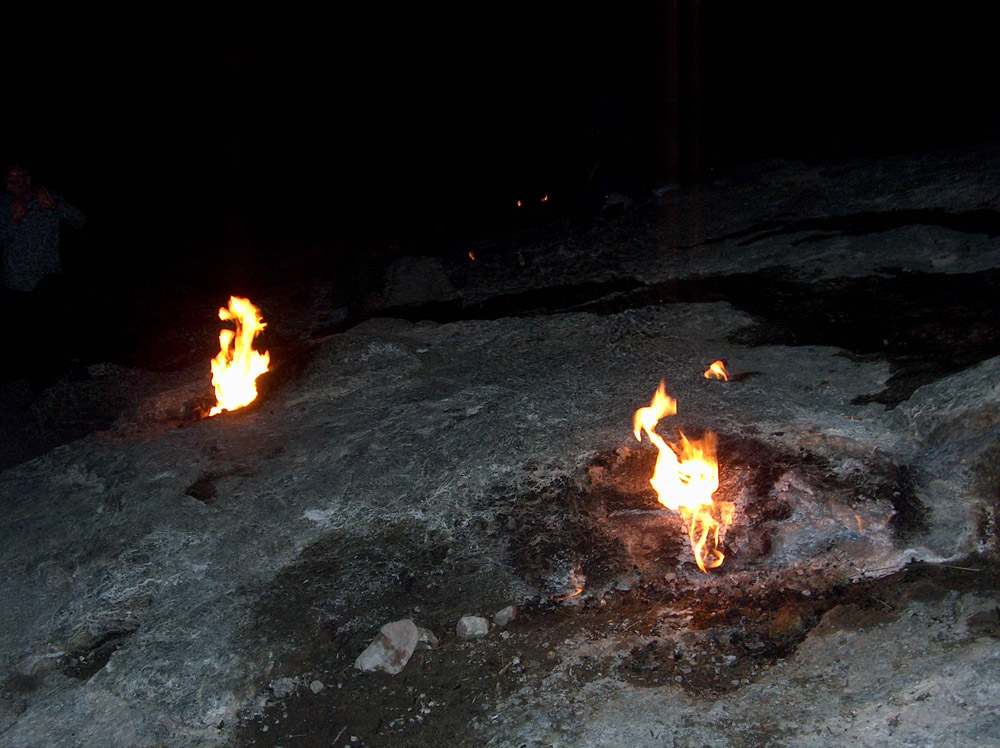
Feux de Yanartaş, de nuit.

## Distribution et origine du gaz
Les dizaines d'ouvertures sont groupées sur une surface de plus de 5 000 m2. Leur émission change de manière saisonnière, avec une plus forte activité en hiver. Ceci est un comportement typique, le flux de gaz étant modulé par la montée en pression du gaz induite par la recharge de la nappe phréatique et les changements de pression atmosphérique.
Les ouvertures émettent essentiellement du méthane (87 %). Le reste est constitué de dihydrogène (7,5 à 11 %), de diazote (2 à 4,9 %), d'alcanes légers (0,57 %), de dioxyde de carbone (0,01 à 0,07 %) et d'hélium (80 ppmv). Ses proportions ainsi que sa composition isotopique indique une double origine, à parts égales :
- un gaz thermogénique provenant de la décomposition de kérogène de type 3 issu de roches sédimentaires riches en matière organique et d'âge paléozoïque et mésozoïque ;
- un gaz produit par la serpentinisation (une réaction métamorphique) à basse température de l'ophiolite de Tekirova.

Le méthane n'est pas relié à du relargage mantellique ou magmatique, ce qui exclut que le gaz soit lié à un phénomène volcanique.
Les calcaires et les ophiolites sont en contact tectonique, ce qui amène au mélange des gaz et à leur migration vers la surface. Yanartaş constitue le site présentant la plus forte émission de méthane non-biogénique connu sur les terres émergées.

## Identification avec le mont Chimère
Le site a été identifié comme l'antique mont Chimère par Sir Francis Beaufort en 1811, et décrit par T.A.B. Spratt dans Travels in Lycia, Milyas, and the Cibyratis. Le débat sur la connexion entre le mythe et la localisation exacte du mont Chimère a été lancé par Forbiger en 1844. George E. Bean défendait que le nom était allochtone et pouvait avoir été appliqué ici à partir d'un lieu originel localisé plus à l'ouest, comme cité par Strabon, et qui présente le même phénomène.

## Homonymie
Yanartaş est aussi le titre d'un roman de 1970 par le romancier turc Mehmet Seyda, sans que toutefois le lieu en question n'y soit associé.